# Deklaracja (krykiet)
Deklaracja (ang. declaration) – w krykiecie przedwczesne zakończenie inningsa przez kapitana drużyny odbijającej, mające na celu oszczędzenie czasu potrzebnego do zwycięstwa w meczu.
Zadeklarowanie może zostać dokonane jedynie po rozpoczęciu inningsa i w momencie, gdy jest tzw. martwa piłka. Kapitan drużyny atakującej powiadamia wtedy sędziego i kapitana przeciwników o swojej decyzji, a innings uznaje się za zakończony (zamknięty). 
Opcja używana jest wtedy, gdy kapitan uważa, że jego drużyna zdobyła wystarczającą liczbę punktów, która zapewni lub znacznie ułatwi zwycięstwo, a dalsze zdobywanie punktów oznaczałoby stratę czasu. Wielodniowy mecz krykietowy ma bowiem maksymalny czas trwania i jeśli nie zakończy się przed jego upływem, drużyna prowadząca w punktacji (nawet z ogromną przewagą) nie zostanie ogłoszona zwycięzcą.
W zapisie wyniku meczu deklarację oznacza się literą „d” lub skrótem „dec”:
```
Australia 602/9d i 202/1d
Anglia 157 i 370

Australia wygrała różnicą 277 punktów

```

## Forfeiture
Inną opcją, podobną do deklaracji, jest forfeiture, czyli całkowite zrezygnowanie z inningsu przez drużynę odbijającą. Forfeiture ogłasza się wyłącznie przed rozpoczęciem inningsa. Jest to jednak bardzo rzadka decyzja, podejmowana tylko w wyjątkowych przypadkach.
Jedyny przypadek zrezygnowania z całego inningsa w meczach testowych miał miejsce 18 stycznia 2000 roku w Centurion podczas spotkania RPA - Anglia. Pierwszy dzień zawodów odbijająca jako pierwsza RPA zakończyła wynikiem 155/6. Gdy zaistniała poważna obawa, że padający podczas drugiego, trzeciego i czwartego dnia deszcz uniemożliwi rozstrzygnięcie meczu, piątego dnia kapitanowie obu zespołów solidarnie zdecydowali zakończyć swoje inningsy: Anglia  pierwszy, a RPA - drugi. Wcześniej RPA dokończyła zaczęty pierwszy innings, deklarując go przy stanie 248/8 (także uzgodnionym przez kapitanów). W drugim inningsie Anglicy zdobyli 251/8 wygrywając całe zawody 2 wicketami.
Zapis wyniku meczu:
```
RPA 248/8d i 0/0f
Anglia 0/0d i 251/8

Anglia wygrała 2 wicketami

```

Ponieważ ówczesny regulamin nie dopuszczał forfeiture w pierwszym inningsie, sędzia i oficjalny protokolant zawodów przyjęli zapis 0/0d (deklaracja bez gry).
Zasady deklaracji i forfeiture określa przepis 14 Międzynarodowych Przepisów Krykieta.